# Patrick Sang
Patrick Sang, född den 11 april 1964, är en kenyansk före detta friidrottare som tävlade på 3 000 meter hinder. 
Sang var i final vid VM 1987 där han slutade på åttonde plats. Vid Olympiska sommarspelen 1988 blev han sjua. Hans stora genombrott kom när han blev silvermedaljör vid VM 1991 efter landsmannen Moses Kiptanui. 
Året efter blev han tvåa vid Olympiska sommarspelen 1992 denna gång var det landsmannen Matthew Birir som blev hans överman. 
Den tredje raka silvermedaljen vann han vid VM 1993 i Stuttgart då hans 8.07,33 inte räckte att slå Kiptanui som försvarade sitt VM-guld.

## Personliga rekord
- 3 000 meter hinder - 8.03,41